# Station Barczewo
Station Barczewo is een spoorwegstation in de Poolse plaats Barczewo.